# Ormoy-la-Rivière
Ormoy-la-Rivière  [ɔʁmwa la ʁiviɛʁ] je obec v jihozápadní části metropolitní oblasti Paříže ve Francii v departmentu Essonne a regionu Île-de-France. Od centra Paříže je vzdálena 52 km.

## Geografie
Obcí protéká řeka Juine.
Sousední obce: Étampes a Boissy-la-Rivière.

## Vývoj počtu obyvatel
Počet obyvatel